# Kittson County
Kittson County is een county in de Amerikaanse staat Minnesota.
De county heeft een landoppervlakte van 2.841 km² en telt 5.285 inwoners (volkstelling 2000). De hoofdplaats is Hallock.